# روبرت تشييزيبرو
كان روبرت أوغستيس تشيزبرو (9 يناير 1837 - 8 سبتمبر 1933) كيميائيًا أمريكيًا. اكتشف النفط الهلامي وصنع منه مرهما قام بتسويقه تحت اسم الفازلين وقام بتأسيس شركة تشيزيبرو الصناعية.